# Sapromyza sordida
Sapromyza sordida är en tvåvingeart som beskrevs av Alexander Henry Haliday 1833. Sapromyza sordida ingår i släktet Sapromyza och familjen lövflugor. Inga underarter finns listade i Catalogue of Life.